# Florin Bucur Vasilescu
Florin Bucur Vasilescu (n. 10 martie 1936) este un jurist român, care a deținut demnitatea de judecător la Curtea Constituțională a României (1992-2001).

## Biografie
A absolvit Facultatea de Drept, obținând ulterior titlul științific de doctor în drept.
La data de 1 iulie 1990, Florin Bucur Vasilescu a fost numit în funcția de consilier prezidențial, cu rang de prim-adjunct al ministrului, în cadrul Departamentului de analiză politică al Președinției României, la Direcția juridică .
În anul 1992 a fost numit de către președintele României, Ion Iliescu, în demnitatea de judecător la Curtea Constituțională a României, pentru un mandat de 9 ani. Mandatul său a expirat în anul 2001.
După expirarea mandatului de judecător la Curtea Constituțională, prin Decretul nr. 668 din 17 august 2001 al Președintelui României, Florin Bucur Vasilescu a fost acreditat în calitatea de ambasador extraordinar și plenipotențiar al României în Republica Tunisiană. A fost rechemat în țară în anul 2006 și pensionat.
În anul 2000, a fost decorat de către președintele României, Emil Constantinescu, cu Ordinul Național „Pentru Merit” în grad de Mare Cruce.
În prezent, prof. univ. dr. Florin Bucur Vasilescu predă ca profesor la Școala Națională de Studii Politice și Administrative din București (SNSPA).

## Lucrări publicate
Florin Bucur Vasilescu este autorul mai multor lucrări de drept constituțional, dintre care menționăm următoarele:
- Constituția României – comentată și adnotată (Regia autonomă „Monitorul Oficial”, București, 1992) - în colaborare cu Mihai Constantinescu, Antonie Iorgovan, Ioan Muraru, Ioan Deleanu și Ioan Vida;
- Constituționalitate și constituționalism (Ed. Național, București, 1998).